# Farseth
Farseth (nep. फर्सेथ) – gaun wikas samiti we wschodniej części Nepalu w strefie Sagarmatha w dystrykcie Saptari. Według nepalskiego spisu powszechnego z 2001 roku liczył on 526 gospodarstw domowych i 3275 mieszkańców (1586 kobiet i 1689 mężczyzn).